# Kanton Le Mans-Centre
Der Kanton Le Mans-Centre war von 1967 bis 2015 ein französischer Wahlkreis im Arrondissement Le Mans, im Département Sarthe und in der Region Pays de la Loire.

## Geografie
Der Kanton lag im Zentrum des Départements Sarthe. Er grenzte im Norden an die Kantone Le Mans-Nord-Ouest, Le Mans-Nord-Campagne und Le Mans-Nord-Ville, im Süden an den Kanton Le Mans-Ville-Est und im Westen an den Kanton Le Mans-Ouest.   

## Gemeinden
Der Kanton bestand aus Teilen der Stadt Le Mans. Das historische Stadtviertel mit dem Rathaus, der Kathedrale und dem Museum lagen auf seinem Gebiet. Die Stadtverwaltung und die großen Einkaufsstraßen gehörten ebenfalls dazu. Grenze des Kantons war der Fluss Sarthe.  

## Geschichte
Der Kanton Le Mans-Centre entstand 1967 nach der Aufteilung der bisherigen Kantone Le Mans 1 - Le Mans 3. Er blieb auch bei der Neugliederung der Kantone in der Region Le Mans im Jahr 1982 in unveränderter Weise erhalten.